# Modeste Eta
Modeste Eta (ur. 3 lutego 1981) – kongijski piłkarz grający na pozycji napastnika.

## Kariera klubowa
Od początku swojej kariery piłkarskiej Eta był związany z klubem TP Mystère. W 1999 roku zadebiutował w jego barwach w pierwszej lidze kongijskiej i grał w nim do 2012 roku.

## Kariera reprezentacyjna
W reprezentacji Konga Eta zadebiutował 14 listopada 1994 w przegranym 2:4 towarzyskim meczu z Republiką Środkowoafrykańską, rozegranym w Libreville. W 2000 roku został powołany do kadry na Puchar Narodów Afryki 2000. Na nim wystąpił dwukrotnie: z Marokiem (0:1) i z Tunezją (0:1). Od 1999 do 2000 wystąpił w kadrze narodowej 6 razy i strzelił 2 gole.